# Andrés de Tapia Motelchiuh
Andrés de Tapia Motelchiuh Huitznahuatlailótlac (ur. ?, zm. 1530) – aztecki władca Tenochtitlánu w latach 1526-1530, pozostający w zależności od konkwistadorów.

## Życiorys
Mimo że Andrés de Tapia Motelchiuh nie wywodził się z kręgu arystokracji, to zyskał sławę w Imperium Azteckim jako zdolny generał. Po śmierci Juana Velázqueza Tlacotzina został wybrany przez Hernána Cortésa na nowego władcę Tenochtitlánu. W czasie swojego pięcioletniego panowania kilkakrotnie wspomógł konkwistadorów w czasie ich wypraw. W 1530 roku podczas jednej z nich został ranny, umierając niedługo później. Pozostawił po sobie syna Hernando de Tapia. Władzę nad Tenochtitlánem przejął po nim Pablo Xochiquentzin.